# Криптомерія японська
Криптоме́рія япо́нська (Cryptomeria japonica) — південне хвойне вічнозелене дерево, висота якого сягає 70 м. Криптомерія японська — єдиний вид, який належить до роду криптомерії (Cryptomeria).
Криптомерія японська виростає до 30—70 м у висоту, діаметром 1,5—2 м. Швидко росте, тіневитривале, теплолюбне, добре росте на глибоких, пухких і глибоких ґрунтах. Погано переносить присутність в ґрунті вапняків.
Природний ареал — Японія, Китай.
Деревина відзначається міцністю і легкістю.

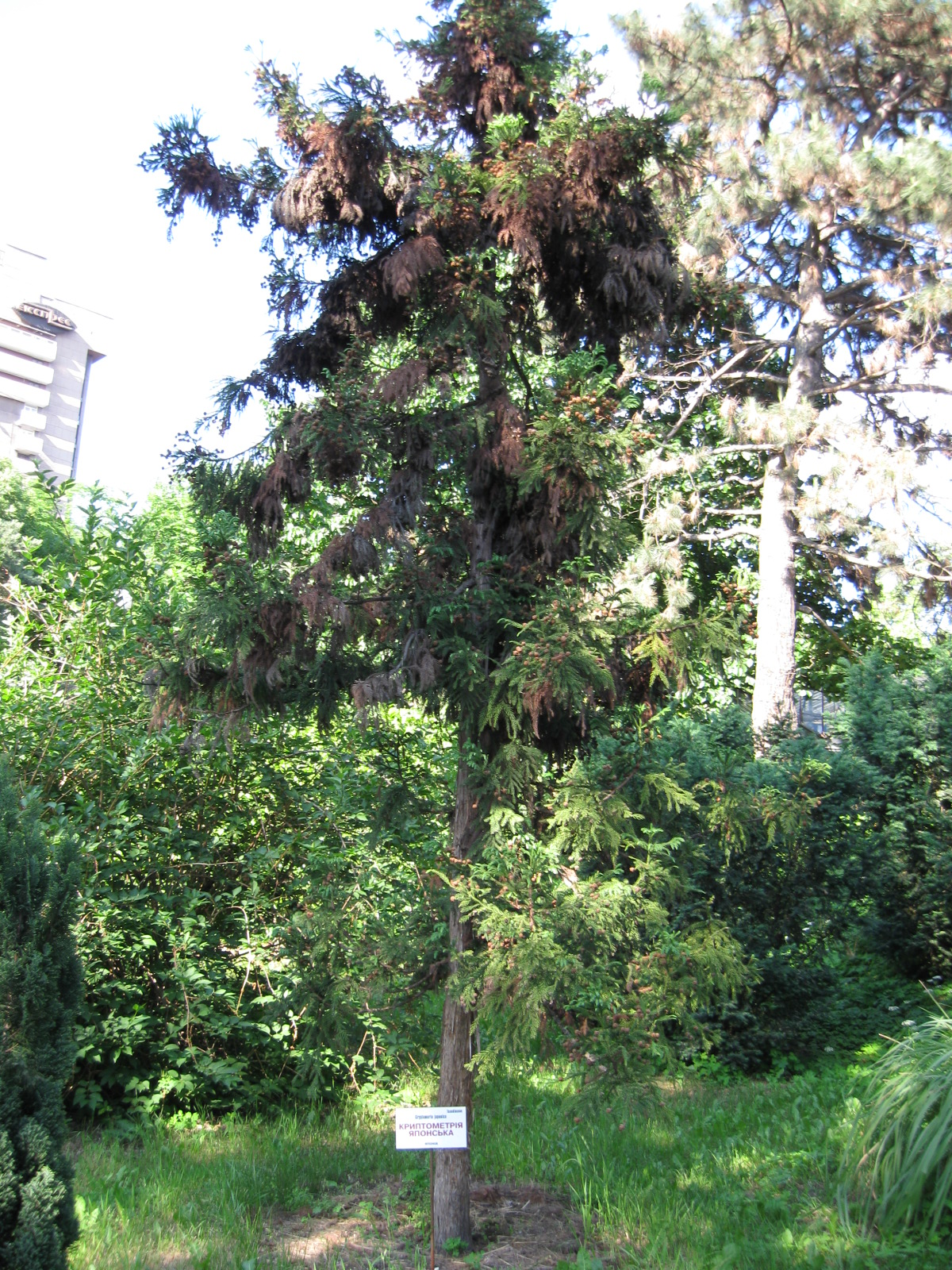
Криптомерія японська в Ботанічному саді імені академіка Олександра Фоміна в Києві

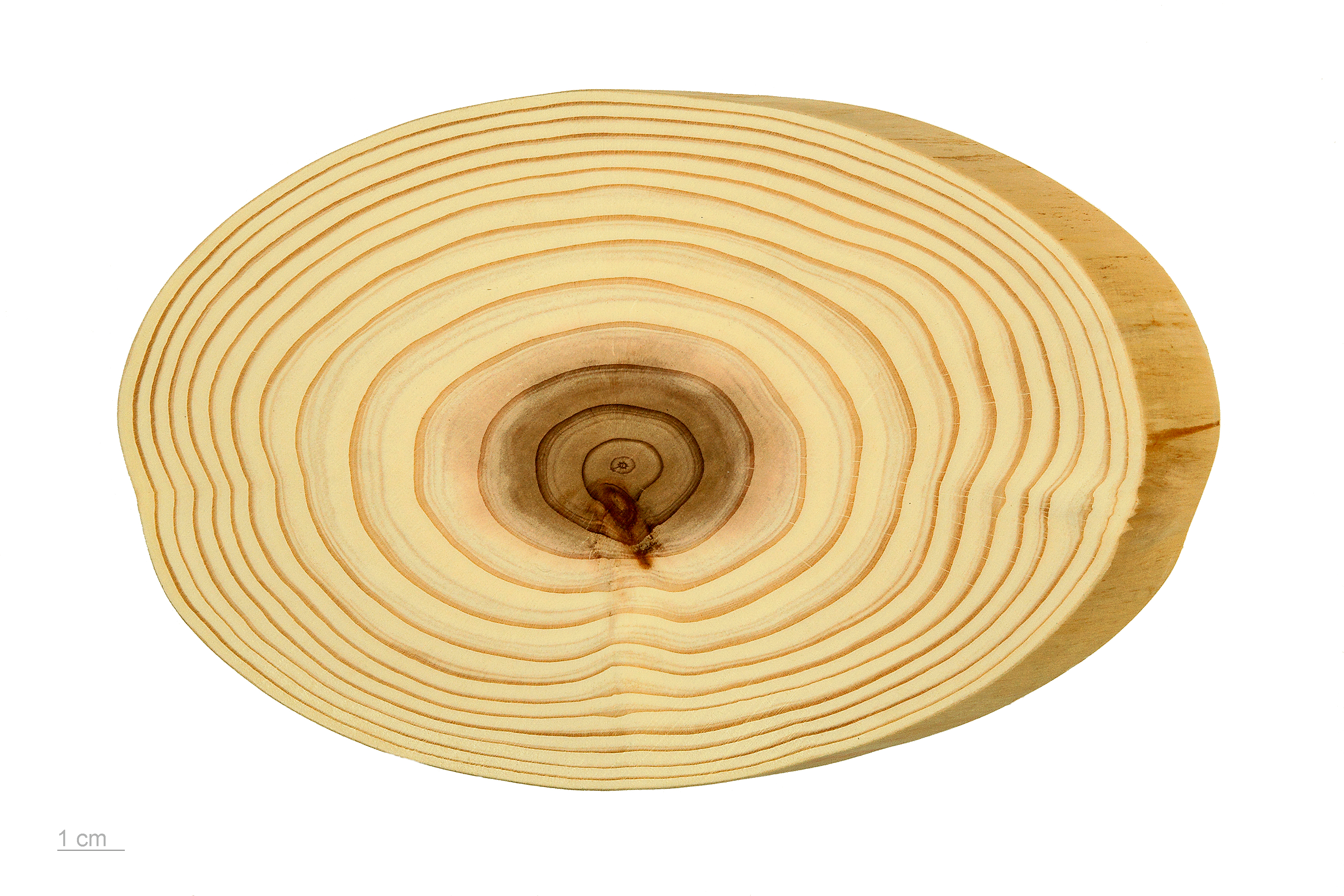
Cryptomeria japonica — Тулузький музей

| Хвойні | Це незавершена стаття про хвойні. Ви можете допомогти проєкту, виправивши або дописавши її. |